# Demarziella planitarsis
Demarziella planitarsis là một loài bọ cánh cứng trong họ Bọ hung (Scarabaeidae).